# Apis laboriosa
La abeja melífera del Himalaya o abeja melífera de las rocas (Apis laboriosa) es una especie de himenóptero apócrito de la familia Apidae propia de las montañas del Himalaya. Es la abeja melífera más grande. Puede llegar a medir  3.0 cm. Es totalmente negra con anillos blancos abdominales. Hoy en día es considerada como una subespecie de Apis dorsata (Apis dorsata laboriosa).
Su distribución geográfica es Nepal, Bután, China y noreste de Laos, específicamente las montañas del Himalaya, su rango de distribución está limitado altitudinalmente, ocupando un piso entre los 850 y 3500 metros de altura sobre el nivel del mar. Localmente son denominadas abejas melíferas de las rocas o abejas melíferas de las piedras, en virtud que a ellas adhieren sus panales. Construyen un único panal de 80 centímetrosde ancho y un metro de largo, suspendido de las rocas escarpadas de en acantilados. Almacenan la miel en la extremidad del panal. 
La especie, igual que Apis dorsata, es migratoria, desplazándose en masa durante el invierno a regiones más cálidas ubicadas en los 850 metros a nivel del mar, donde pasan siete meses del año desde (octubre a abril) aprovechando los recursos florales de esta estación. A medida que la temperatura del ambiente aumenta durante la estación estival, alcanzando los 25° centígrados, las colonias de Apis laboriosa migran a la zona subalpina entre los 2500 y 3000 metros sobre el nivel del mar, donde pasan los cinco meses restantes (mayo a septiembre) trabajando. Hay lugares donde Apis laboriosa es permanente y no realiza migraciones, según Woyke (20003) por debajo de los 1.250 metros.
Thapa (2001) advierte que la especie se ve afectada por la degradación del entorno natural, por la aplicación de agroquímicos y por la cosecha que realizan los cazadores recolectores sobre sus panales, estando sus poblaciones en franco declive en la región del Himalaya.
Esta especie soporta temperaturas más bajas que Apis dorsata la cual en invierno emigra a regiones donde la temperatura oscila en los 10 °C. y lo hace a altitudes de 60 a 350 metros sobre el nivel del mar. Por otro lado Apis dorsata concentra las colonias según los lugares de nidificación disponibles sobre una estructura construida por el hombre o en árboles, donde nidifican entre 25 a 120 colonias. Se diferencia de Apis laboriosa porque es amarilla, con anillos negros en cada segmento abdominal.
Esta abeja al igual que otras especies tiene un comportamiento periódico de vuelo alrededor del nido; se alejan 30 o 40 metros, durante 4 o 5 minutos. Estos vuelos son llamados vuelos de orientación.

## Flora apícola
Debido a los piso altitudinales existentes en la región, la flora apícola se escalona, y cada diez kilómetros de recorrido los recursos principales varían. Aprovechándose de esta manera escalonadamente el recurso floral.

## Acariosis
Los ácaros Tropilaelaps clareae y Tropilaelaps koenigerum son los causante de una enfermedad denominada tropilaelapsosis, que es poco conocida en Europa y América en virtud que su área de distribución es Asia, de Irán al noroeste de Papúa y Nueva Guinea en el sureste para T. clareae, mientras que el la especie T. koenigerum se conoce solamente en Sri Lanka y Nepal. En Kenia se informó de la aparición de T. clareae pero no se confirmó posteriormente.
Estas dos especies de ácaros parásitos tienen como huésped a la abeja asiática grande Apis dorsata, mientras que T. clareae fue encontrado en Apis cerana, Apis florea, Apis mellifera y Apis laboriosa, mientras que T. koenigerum es parásito de Apis laboriosa y Apis dorsata. Tropilaelaps clareae puede alcanzar toda el área de distribución de Apis mellifera fácilmente si no hay barreras sanitarias.